# Sjoerd Bax
Sjoerd Bax (* 6. ledna 1996) je nizozemský profesionální silniční cyklista jezdící za UCI ProTeam Q36.5 Pro Cycling Team.

## Hlavní výsledky
2014
Národní šampionát
 vítěz časovky juniorů
Aubel–Thimister–La Gleize
3. místo celkově
Mistrovství světa
10. místo silniční závod juniorů
2015
Le Triptyque des Monts et Châteaux
 vítěz soutěže mladých jezdců
2018
3. místo Flèche Ardennaise
Carpathian Couriers Race
4. místo celkově
Rás Tailteann
7. místo celkově
Olympia's Tour
8. místo celkově
2019
Rhône-Alpes Isère Tour
5. místo celkově
 vítěz bodovací soutěže
vítěz 2. etapy
Ronde de l'Oise
5. místo celkově
Flèche du Sud
6. místo celkově
CRO Race
9. místo celkově
2021
Alpes Isère Tour
 celkový vítěz
 vítěz bodovací soutěže
vítěz etap 3 a 5
Národní šampionát
2. místo silniční závod
Tour de la Mirabelle
2. místo celkově
vítěz 2. etapy
2022
vítěz Coppa Ugo Agostoni
Tour de Langkawi
vítěz 7. etapy
Tour de Luxembourg
4. místo celkově
Arctic Race of Norway
10. místo celkově
2023
vítěz Trofeo Matteotti
Národní šampionát
3. místo časovka
9. místo Coppa Ugo Agostoni
Mistrovství Evropy
10. místo časovka
10. místo Nokere Koerse